# George Voskovec
Jiří Voskovec (geboren als Jiří Wachsmann, 19 juni 1905 – 1 juli 1981), in de Verenigde Staten bekend als George Voskovec, was een Tsjechisch-Amerikaanse acteur. Gedurende een groot deel van zijn carrière werkte hij samen met acteur en toneelschrijver Jan Werich. In de VS staat hij vooral bekend om zijn rol als het beleefde jurylid nr. 11 in de bekende film 12 Angry Men uit 1957.

## Biografie
Voskovec werd geboren als Jiří Wachsmann in Sázava in Bohemen, dat toen nog tot 1918 deel uitmaakte van Oostenrijk-Hongarije, als zoon van Jiřina Valentina Marie (née Pinkasová) en Václav Vilém Eduard (geboren Voskovec; later Wachsmann). Hij emigreerde tweemaal naar de VS, eerst in 1939 en opnieuw in 1948 na de bezetting van zijn land respectievelijk door nazi-Duitsland en de Sovjet-Unie. Hij ging naar school in Praag en Dijon, Frankrijk. In 1927 sloot hij zich samen met Werich aan bij het Osvobozené divadlo (Bevrijd Theater), dat twee jaar eerder was opgericht door leden van de avantgardistische Devětsil-groep, Jiří Frejka en Jindřich Honzl. Door de politieke ontwikkelingen in het buurland Duitsland werd hun aanvankelijk vooral satirische werk steeds meer openlijk antifascistisch, wat leidde tot de opheffing van de groep na het Verdrag van München in 1938, dat leidde tot de opdeling van Tsjechoslowakije en de bezetting van Bohemen en Moravië door nazi-Duitsland.
Zowel Voskovec als Werich vluchtten begin 1939 naar de Verenigde Staten. De rest van zijn leven woonde Voskovec voornamelijk in de Verenigde Staten, slechts onderbroken door een kort verblijf in Tsjechoslowakije in 1948 en in Frankrijk van 1948 tot 1950. Tot halverwege de jaren veertig werkte en schreef Voskovec voornamelijk met Jan Werich, maar na Werichs terugkeer naar Tsjechoslowakije ontmoetten zij elkaar nog slechts enkele malen. Na zijn terugkeer naar de Verenigde Staten in 1950. Tijdens de heksenjacht op vermeende communisten in de periode van het Mccarthyisme werd Voskovec elf maanden vastgehouden op Ellis Island, vanwege zijn vermeende sympathie voor het communisme.
Hoewel Voskovec in drie landen woonde en zijn grootmoeder van moederskant Frans was, heeft hij altijd volgehouden dat "ik een geboren en getogen Tsjech ben." Hij was ook van joodse afkomst. In 1955 werd hij Amerikaans staatsburger.

### Belangrijkste filmrollen
Voskovec speelde in 72 films. Alleen de eerste vijf hiervan waren Tsjechisch; de rest ervan was Amerikaans of Brits. Zijn bekendste Amerikaanse filmrol was het beleefde jurylid nr. 11 in 12 Angry Men (1957), waarin het feit dat hij een Europese immigrant naar de VS was centraal stond in zijn rol. Zijn andere beroemde films waren onder meer The Spy Who Came in from the Cold (1965) en The Boston Strangler (1968), als de bekende helderziende Peter Hurkos. Zijn laatste film was Barbarosa (1982), met Willie Nelson en Gary Busey.

### Overlijden
Voskovec stierf in 1981 aan een hartinfarct in Pearblossom, Californië, op 76-jarige leeftijd.

## Nagedachtenis
De planetoïde 2418 Voskovec-Werich, ontdekt door de Tsjechoslowaakse astronoom Luboš Kohoutek is vernoemd naar hem en Jan Werich.